# Kellys Cross-Cumberland
Circonscription électorale provinciale du Canada
Pour les articles homonymes, voir Kelly et Cumberland.
Kellys Cross-Cumberland est une circonscription électorale provinciale de l'Île-du-Prince-Édouard (Canada). La circonscription est créée en 1996 à partir de portions des circonscriptions de 1er Queens et 2e Queens. C'est la première circonscription provinciale à élire un député du Parti Vert, Peter Bevan-Baker, face à la libérale Valerie Docherty lors de l'élection du lundi 4 mai 2015.

## Liste des députés
| Kellys Cross-Cumberland                                  | Kellys Cross-Cumberland | Kellys Cross-Cumberland   | Kellys Cross-Cumberland | Kellys Cross-Cumberland | Kellys Cross-Cumberland |
| Nom                                                      | Nom                     | Parti                     | Mandat                  | Législature             |                         |
| -------------------------------------------------------- | ----------------------- | ------------------------- | ----------------------- | ----------------------- | ----------------------- |
| Pour la période 1873-1996, voir 1er Queens et 2e Queens. |                         |                           |                         |                         |                         |
|                                                          | Norman MacPhee          | Progressiste-conservateur | 1996 - 2000             | 60e                     |                         |
|                                                          | Norman MacPhee          | Progressiste-conservateur | 2000 - 2003             | 61e                     |                         |
|                                                          | Carolyn Bertram         | Libéral                   | 2003 - 2007             | 62e                     |                         |
|                                                          | Valerie Docherty        | Libéral                   | 2007 - 2011             | 63e                     |                         |
|                                                          | Valerie Docherty        | Libéral                   | 2011 - 2015             | 64e                     |                         |
|                                                          | Peter Bevan-Baker       | Parti Vert                | 2015 - 2019             | 65e                     |                         |

## Géographie
La circonscription comprend les villages de Afton, Bonshaw, Crapaud, North Wiltshire, Victoria et West River.

## Résultats électoraux
| Élection générale prince-édouardienne de 2015 | Élection générale prince-édouardienne de 2015 | Élection générale prince-édouardienne de 2015 | Élection générale prince-édouardienne de 2015 |
| Candidat                                      | Candidat                                      | Parti                                         | # de voix                                     |
| --------------------------------------------- | --------------------------------------------- | --------------------------------------------- | --------------------------------------------- |
|                                               | Peter Bevan-Baker                             | Parti Vert                                    | 2 077 et 54%                                  |
|                                               | Valerie Docherty                              | Libéral                                       | 1 046 et 27%                                  |
|                                               | Randy Robar                                   | Progressiste-Conservateur                     | 609 et 16%                                    |
|                                               | Jesse Cousins                                 | NPD                                           | 58 et 1%                                      |
| Total                                         | Total                                         | Total                                         | 3,790                                         |